# Diseños Orbitales
Diseños Orbitales fut une maison d'édition espagnole fondée en 1989 à Barcelone. Elle fut notamment à l'origine des premières traductions en espagnol de jeux de rôles comme Traveller (en 1989), Shadowrun (en 1992) ou Vampire : la Mascarade (en 1993), parmi d'autres.
Diseños Orbitales traduisit aussi pour la première fois en espagnol le jeu de société BattleTech, en 1990.